# Csandmani járás (Hovd)
Csandmani járás (mongol nyelven: Чандмань сум) Mongólia Hovd tartományának egyik járása. Területe 6000 km². Népessége kb. 3200 fő, döntően halha-mongolok lakják.
A Nagy-tavak medencéjében, a Har-Usz-tó környékén terül el.
Székhelye Urdgol (Урдгол), mely 152 km-re délkeletre fekszik Hovd tartományi székhelytől.